# Relaciones Estados Unidos-Laos
Las relaciones Estados Unidos-Laos son las relaciones diplomáticas entre Estados Unidos y Laos. Las relaciones entre Laos y Estados Unidos comenzaron oficialmente cuando Estados Unidos abrió una legación en Laos en 1950, cuando Laos era un estado semiautónomo dentro de Indochina francesa. Estas relaciones se mantuvieron después de la independencia de Laos en octubre de 1953.

## Historia

### La era de la guerra de Vietnam

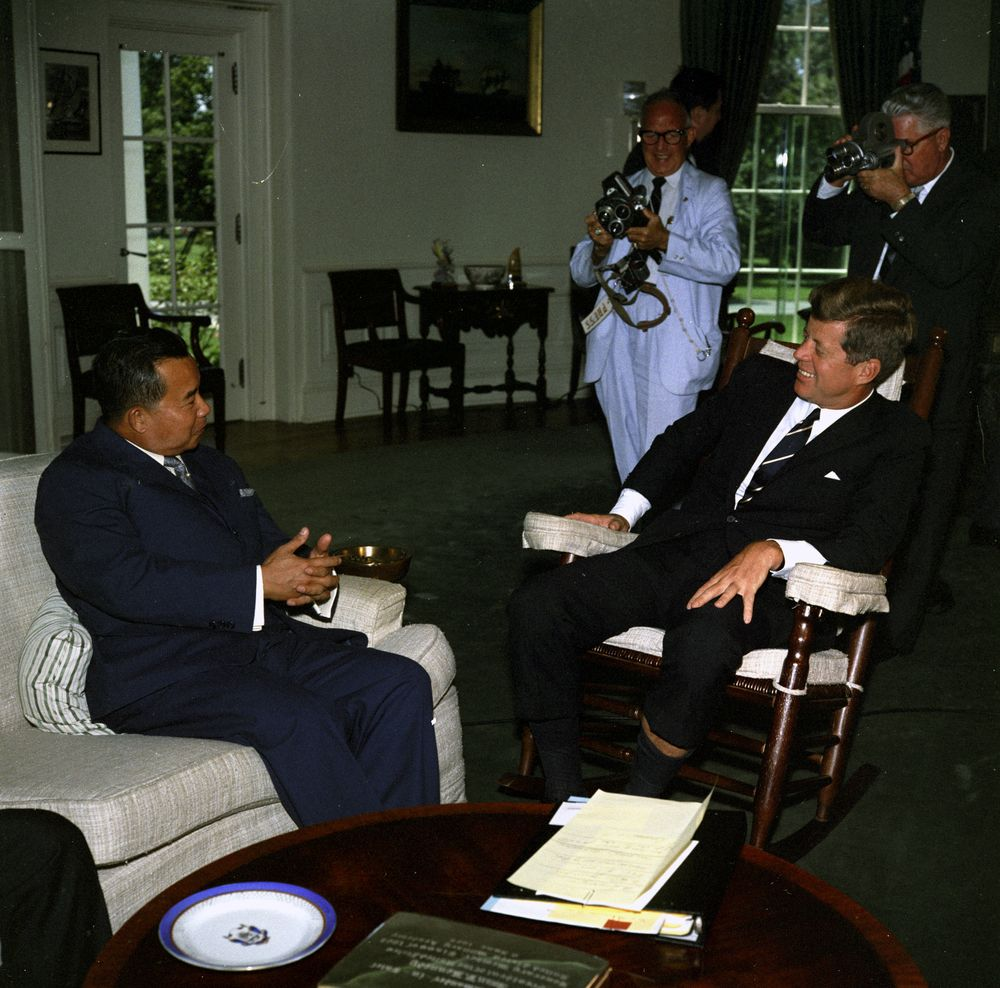
Príncipe Souvanna Phouma y JFK en 1962.

La segunda guerra de Indochina (1955-1975) entre las fuerzas de los Estados Unidos y fuerzas Comunistas en Indochina tuvo lugar parcialmente en el territorio de Laos. Los Estados Unidos se involucraron fuertemente, en una guerra secreta, durante la [guerra civil de Laos] de 1953-1975, respaldando al gobierno de Laos Real y al Reino de Laos, y pueblo Hmong contra el Pathet Lao y las fuerzas invasoras PAVN (Fuerzas Armadas de la República Democrática de Vietnam). En 1997, se estableció Laos Memorial y se dedicó en el Cementerio Nacional de Arlington en Virginia para reconocer oficialmente la guerra clandestina y secreta de Estados Unidos en Laos y para honrar a laosiano. y los veteranos Hmong, y sus asesores, que sirvieron en Laos durante la guerra de Vietnam.)
Aunque los Estados Unidos y Laos nunca rompieron las relaciones diplomáticas después del final de la guerra en 1975 y la Marxista / comunista Pathet Lao toma de posesión de Laos con el apoyo de Vietnam del Norte y El Ejército Popular de Vietnam, las relaciones entre Estados Unidos y Lao se deterioraron debido a  diferencias ideológicas. La relación se mantuvo fresca hasta 1982, cuando comenzaron los esfuerzos de mejora. Los dos países restablecieron las relaciones diplomáticas plenas en 1992 con un regreso a la representación a nivel de embajador.

### Hmong persecución y conflicto
El gobierno de Laos ha sido acusado por Estados Unidos, Naciones Unidas y organizaciones de derechos humanos de cometer genocidio contra la minoría étnica Hmong de ese país.
Algunos grupos hmong lucharon como unidades respaldadas por la CIA en el lado realista en la guerra civil de Laos. Después de que Pathet Lao se apoderó del país en 1975, el conflicto continuó en zonas aisladas. En 1977, un periódico comunista prometió que el partido perseguiría a los "colaboradores estadounidenses" y sus familias "hasta la última raíz".
Amnistía Internacional, Centro de Análisis de Políticas Públicas, Human Rights Watch, el Consejo de Derechos Humanos de Laos, Lao Veterans of America, y otras organizaciones no gubernamentales (ONG) y los defensores, incluidos Vang Pobzeb, Kerry y Kay Danes, y otros, han proporcionado investigación e información sobre el marxista, Pathet Lao gobierno de las violaciones graves de los derechos humanos en Laos contra los disidentes políticos y religiosos de Laos y los grupos de oposición, incluidos muchos de los hmong personas. Amnistía Internacional y El Centro para el Análisis de Políticas Públicas y otras ONG han investigado y proporcionado informes significativos sobre violaciones [en curso] derechos humanos en Laos por el Ejército Popular Lao y el Ejército Popular de Vietnam que incluye: el arresto y encarcelamiento de líderes cívicos y de la oposición, incluidos Sombath Somphone, ataques militares, violaciones, secuestros, torturas, asesinatos extrajudiciales, [[religiosos] persecución]], y la hambruna de civiles laosianos y hmong que buscan huir persecución por Pathet Lao fuerzas militares y de seguridad.
La Comisión de Libertad Religiosa Internacional de los Estados Unidos nombró anteriormente al gobierno comunista de Laos como País de Preocupación Particular (CPC) por violaciones de libertad religiosa y en numerosas ocasiones ha colocado al gobierno de Laos en una lista de vigilancia especial por su grave persecución a la minoría laosiana y hmong Cristianos así como a los creyentes independientes Animista y Budista. El Ejército Popular Lao y su policía y las fuerzas de seguridad han estado involucradas en derechos humanos violaciones y persecución religiosa en Laos.

#### Hmong refugiados y repatriación
Hasta 200,000 Hmong se exiliaron en Tailandia, y muchos terminaron en los Estados Unidos. Varios combatientes hmong se escondieron en las montañas en provincia Xiangkhouang durante muchos años, con un remanente emergiendo de la jungla en 2003.
En 1989, el Alto Comisionado de las Naciones Unidas para los Refugiados (ACNUR), con el apoyo del gobierno de los Estados Unidos, instituyó el Plan de Acción Integral, un programa para contener la marea de Refugiados indochinos de Laos, Vietnam y Camboya. Bajo el plan, el estado de los refugiados debía ser evaluado a través de un proceso de selección. A los solicitantes de asilo reconocidos se les daría oportunidades de reasentamiento, mientras que los refugiados restantes serían repatriados bajo garantía de seguridad.
Después de las conversaciones con el ACNUR y el gobierno tailandés, Laos acordó repatriar a los 60.000 refugiados lao que viven en Tailandia, incluidos varios miles de personas hmong. Sin embargo, muy pocos de los refugiados de Laos estaban dispuestos a regresar voluntariamente. La presión para reasentar a los refugiados creció a medida que el gobierno tailandés trabajó para cerrar sus campos de refugiados restantes. Si bien algunas personas de origen hmong regresaron a Laos voluntariamente, con asistencia para el desarrollo del ACNUR, surgieron denuncias de repatriación forzada. De los hmong que regresaron a Laos, algunos escaparon rápidamente a Tailandia, describiendo la discriminación y el trato brutal a manos de las autoridades de Lao.
En 1993, Vue Mai, un exsoldado hmong que había sido reclutado por la Embajada de los Estados Unidos en Bangkok para regresar a Laos como prueba del éxito del programa de repatriación, desapareció en Vientián. Según el Comité de los Estados Unidos para los Refugiados, fue arrestado por las fuerzas de seguridad de Lao y nunca se lo volvió a ver.
Tras el incidente de Vue Mai, el debate sobre la repatriación planeada del Hmong a Laos se intensificó enormemente, especialmente en los EE. UU., Donde atrajo una fuerte oposición de muchos republicanos y demócratas, moderados y conservadores, así como algunos. Defensores de derechos humanos, incluido Philip Smith de The Center for Public Policy Analysis y Lao Veterans of America. En un artículo del 23 de octubre de 1995 'National Review' ',  Michael Johns, el ex Heritage Foundation experto en política exterior y Partido Republicano (Estados Unidos) Casa Blanca asistente, calificó a la repatriación del Hmong como  administración Clinton "traición", describiendo al Hmong como un pueblo "que ha derramado su sangre en la defensa de intereses geopolíticos americanos ". El debate sobre el tema se intensificó rápidamente. En un esfuerzo por detener la repatriación planeada, el Senado de los Estados Unidos y la Cámara de Representantes de Estados Unidos los fondos asignados para el resto de Hmong con sede en Tailandia para ser reasentados inmediatamente en los EE. UU.; Clinton, sin embargo, respondió prometiendo un veto de la legislación.
En su oposición a los planes de repatriación, tanto los demócratas clave como los republicanos también desafiaron la posición de la administración Clinton de que el gobierno de Laos no estaba violando sistemáticamente los derechos humanos de los hmong. El Representante de los Estados Unidos Steve Gunderson (R-WI), por ejemplo, dijo a una reunión de Hmong: "No me gusta levantarme y decirle a mi gobierno que no está diciendo la verdad, pero si Eso es necesario para defender la verdad y la justicia, lo haré ". Los republicanos también convocaron varias audiencias en el Congreso sobre la presunta persecución de los hmong en Laos en un aparente intento de generar más apoyo para su oposición a la repatriación de los hmong a Laos.
Aunque algunas acusaciones de repatriación forzada fueron negadas, miles de personas hmong se negaron a regresar a Laos. En 1996, cuando se acercaba el plazo para el cierre de los campamentos de refugiados tailandeses, y bajo una creciente presión política, los Estados Unidos acordaron reasentar a los refugiados hmong que pasaron un nuevo proceso de selección. Alrededor de 5.000 personas hmong que no fueron reasentadas en el momento de los cierres del campamento buscaron asilo en Wat Tham Krabok, un monasterio budista en el centro de Tailandia donde ya vivían más de 10,000 refugiados hmong. El gobierno tailandés intentó repatriar a estos refugiados, pero Wat Tham Krabok Hmong se negó a irse y el gobierno de Lao se negó a aceptarlos, alegando que estaban involucrados en el tráfico ilegal de drogas y que no eran de origen lao.
En 2003, tras las amenazas de expulsión forzosa por parte del gobierno tailandés, los EE. UU., en una importante victoria para los hmong, acordaron aceptar a 15.000 de los refugiados. Varios miles de personas, la repatriación forzosa a Laos y los gobiernos de Estados Unidos, el campamento para vivir en un lugar dentro de Tailandia, donde una considerable población de Hmong ha estado presente desde el siglo XIX.
En 2004 y 2005, miles de hmong huyeron de las selvas de Laos a un campo de refugiados temporal en la provincia tailandesa de Phetchabun. Estos refugiados hmong, muchos de los cuales son descendientes del ex Ejército Secreto de la CIA y sus familiares, afirman que han sido atacados por las fuerzas militares vietnamitas y laosas que operan dentro de Laos en junio de 2006. Los refugiados afirman que los atacan. han continuado casi sin cesar desde que la guerra terminó oficialmente en 1975, y se han vuelto más intensos en los últimos años.
Apoyando aún más las afirmaciones anteriores de que el gobierno de Laos estaba persiguiendo a los hmong, la cineasta Rebecca Sommer documentó relatos de primera mano en su documental,  Hunted Like Animals , y en un informe completo que incluye resúmenes de las reclamaciones hechas por los refugiados y que se presentó a la U.N. en mayo de 2006.
La Unión Europea, ACNUDH, y grupos internacionales han hablado desde entonces sobre la repatriación forzosa. TEl Ministerio de Relaciones Exteriores de Tailandia ha dicho que detendrá la deportación de los refugiados Hmong detenidos en los Centros de Detención Nong Khai, mientras se están llevando a cabo conversaciones para reasentarlos en Australia, Canadá, Holanda y Estados Unidos.
Por el momento, los países que están dispuestos a reasentar a los refugiados se ven obstaculizados para continuar con los procedimientos de inmigración y asentamiento porque la administración tailandesa no les otorga acceso a los refugiados. Los planes para reasentar a otros refugiados Hmong en los EE. UU. Se han complicado con las disposiciones de [Ley Patriota] y Ley de Identificación Real del Presidente George W. Bush], según las cuales los veteranos Hmong de la Guerra Secreta, que lucharon del lado de Los Estados Unidos, se clasifican como terroristas debido a su participación histórica en el conflicto armado.
El 27 de diciembre de 2009, 'The New York Times' 'informó que los militares tailandeses se estaban preparando para devolver a la fuerza a 4.000 solicitantes de asilo Hmong a Laos a finales de año: la BBC luego informó que las repatriaciones habían comenzado. Tanto funcionarios de los Estados Unidos como de las Naciones Unidas han protestado por esta acción. A los representantes gubernamentales externos no se les ha permitido entrevistar a este grupo en los últimos tres años. Médicos Sin Fronteras se ha negado a ayudar a los refugiados Hmong debido a lo que han llamado "medidas cada vez más restrictivas" tomadas por los militares tailandeses. Los militares tailandeses bloquearon la recepción de todos los teléfonos celulares y rechazaron a los periodistas extranjeros de los campamentos de Hmong.

## Actividades conjuntas
La contabilización de estadounidenses desaparecidos en Laos de la guerra de Vietnam ha sido un enfoque especial de la relación bilateral. Desde fines de la década de 1980, equipos de Estados Unidos y Laos del Comando de Contabilidad POW / MIA han realizado una serie de excavaciones e investigaciones de sitios relacionados con casos de estadounidenses desaparecidos en Laos.
Las actividades de  Prohibición de estupefacientes también son una parte importante de la relación bilateral. Los Estados Unidos y Laos cooperan estrechamente en proyectos de control de cultivos opio que han ayudado a lograr una disminución del 96% en el cultivo de adormidera, de 42,000 hectáreas en 1989 a 1700 hectáreas en 2006. Laos, sin embargo, permanece en la lista estadounidense de los principales productores de opio. Los programas de reducción de la demanda patrocinados por los Estados Unidos han aumentado la capacidad de Laos para tratar narcóticos y anfetamina adicción. Los EE. UU. También brindan asistencia policial para ayudar a lidiar con el rápido crecimiento en el abuso de metanfetamina y el crimen que ha ocurrido en Laos desde 2003.

## Asistencia exterior y relaciones comerciales.
El gobierno de los Estados Unidos proporcionó más de $ 13,4 millones en asistencia extranjera a Laos en el año fiscal 2006, en áreas que incluyen la remoción y remoción de [municiones sin explotar], salud y influenza aviar, educación, desarrollo económico y gobierno .
En diciembre de 2004, a pesar de la oposición bipartidista significativa en el Congreso de los Estados Unidos y la comunidad estadounidense de Lao y Hmong George W Bush se promulgó un proyecto de ley que extiende las relaciones comerciales normales a Laos. Bush fue criticado por muchos colegas republicanos en el Congreso, incluido el congresista Mark Andrew Green y el congresista George Radanovich por esta medida, dado que se cometieron graves violaciones de derechos humanos en Laos contra el pueblo hmong. En febrero de 2005, un acuerdo comercial bilateral (BTA) entró en vigor entre los dos países. Ha habido un aumento consecuente en las exportaciones de Laos a los Estados Unidos, aunque el volumen del comercio sigue siendo pequeño en términos absolutos. El comercio bilateral alcanzó $ 15,7 millones en 2006, en comparación con $ 8,9 millones en 2003. El Gobierno de Laos está trabajando para implementar las disposiciones de la BTA.

## Lista de embajadores de Estados Unidos en Laos
| iniciado                 | terminado              | Embajador              |
| Agosto de 1950           | Diciembre de 1950      | Paul L. Invitado       |
| 29 de diciembre de 1950  | 1 de noviembre de 1954 | Donald R. Heath        |
| 1 de noviembre de 1954   | 27 de abril de 1956    | Charles W. Yost        |
| 12 de octubre de 1956    | 8 de febrero de 1958   | J. Graham Parsons      |
| 9 de abril de 1958       | 21 de junio de 1960    | Horace H. Smith        |
| 25 de julio de 1960      | 28 de junio de 1962    | Winthrop G. Brown      |
| 25 de julio de 1962      | 1 de diciembre de 1964 | Leonard S. Unger       |
| 23 de diciembre de 1964  | 18 de marzo de 1969    | William H. Sullivan    |
| 24 de julio de 1969      | 23 de abril de 1973    | G. McMurtrie Godley    |
| 20 de septiembre de 1973 | 12 de abril de 1975    | Charles S. Whitehouse  |
| Agosto de 1975           | Marzo de 1978          | Thomas J. Corcoran     |
| Marzo de 1978            | Septiembre de 1979     | George B. Roberts, Jr. |
| Septiembre de 1979       | Octubre de 1981        | Leo J. Moser           |
| Noviembre de 1981        | Noviembre de 1983      | William W. Thomas, Jr. |
| Noviembre de 1983        | Agosto de 1986         | Teresa A. Tull         |
| Agosto de 1986           | Agosto de 1989         | Harriet W. Isom        |
| Agosto de 1989           | 26 de julio de 1993    | Charles B. Salmon, Jr. |
| 8 de enero de 1994       | 20 de agosto de 1996   | Victor L. Tomseth      |
| 5 de septiembre de 1996  | 14 de junio de 1999    | Wendy Chamberlin       |
| 18 de septiembre de 2001 | 21 de abril de 2004    | Douglas A. Hartwick    |
| 4 de septiembre de 2004  | Mayo de 2007           | Patricia M. Haslach    |
| 22 de junio de 2007      | 22 de agosto de 2010   | Ravic r. Huso          |
| 15 de noviembre de 2010  | Titular                | Karen B. Stewart       |